# 마르타 마르티야노바
마르타 발레리예브나 마르티야노바(러시아어: Ма́рта Вале́рьевна Мартья́нова, 러시아어 발음: [ˈmartə vɐˈlʲerʲɪ̯ɪvnə mɐrˈtʲjanəvə], 1998년 12월 1일~)는 러시아의 펜싱 선수로 주 종목은 플뢰레이다. 2020년 하계 올림픽 여자 플뢰레 단체전 은메달을 획득했다.

## 개인사
2021년 8월 러시아 청소년 국가대표 출신 펜싱 지도자인 예브게니 롬테프와 결혼했다.